# Río Nahueve

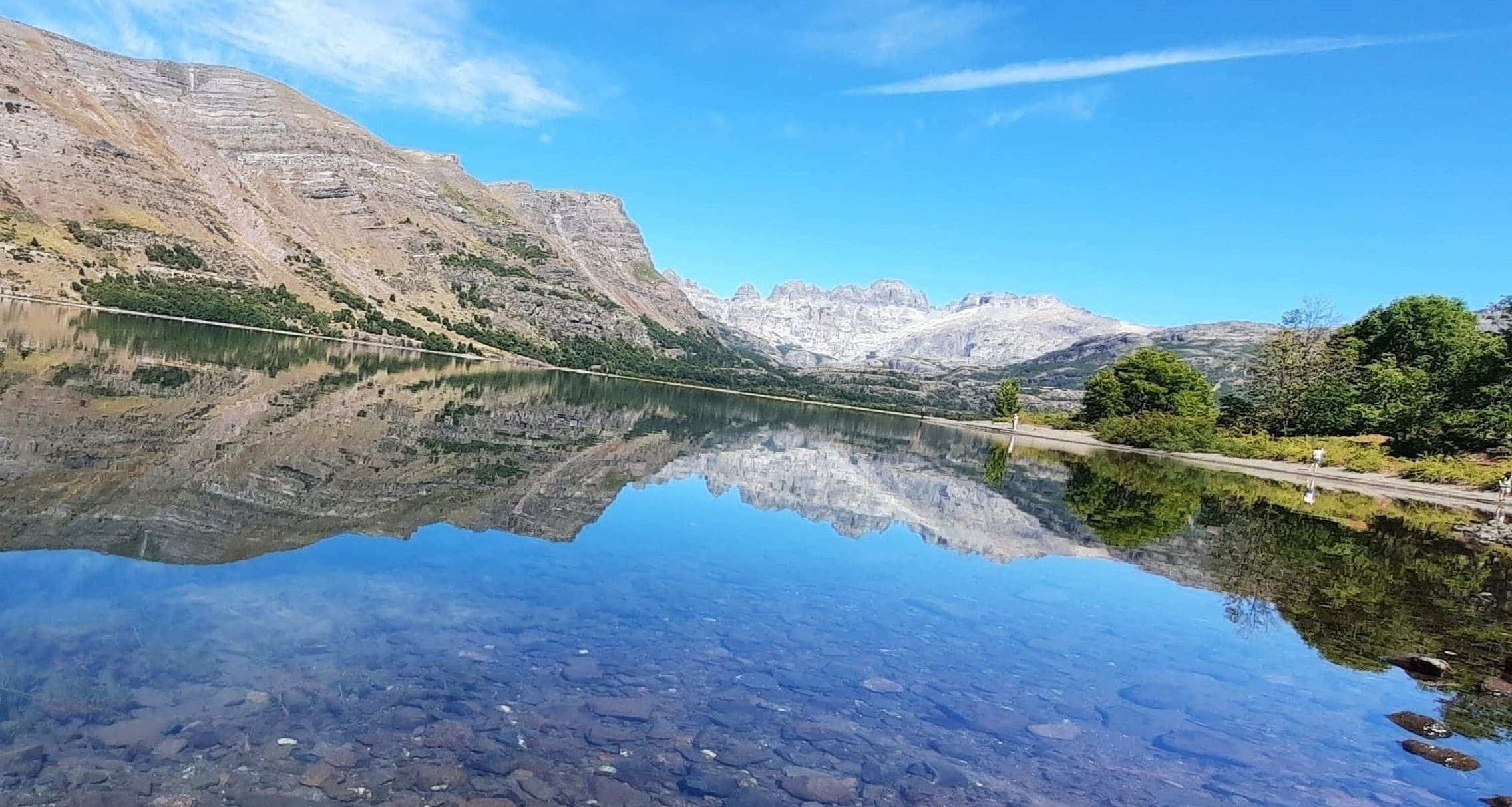
Laguna Epulafquen o Epu Lauquen. Forma parte del Área Natural Protegida. Noroeste de la Provincia del Neuquén, en el Departamento Minas

El río Nahueve es un curso de agua dentro del departamento Minas en la provincia del Neuquén, Argentina.

## Curso
El río nace en la desembocadura de las Lagunas de Epulafquen, y recorriendo en dirección sursureste aproximadamente 60 kilómetros antes de verter sus aguas el río Neuquén por su margen derecha. A través de los arroyos Vaca Lauquen y Pajaritos recibe aguas de las lagunas homónimas. En su curso recibe importantes aportes de agua de diversos ríos como el Buraleo y el Lileo.
La margen del río puede ser recorrida en gran parte a través de la Ruta Provincial 45 que corre paralelo a éste.

## Toponimia
Su nombre significa “lugar en el que hay Dahue”, este último es un cereal conocido como quinoa entre los quichuas y araucanos. Se estima que Nahueve es una alteración de “Dahueve”, impuesta a través del tiempo.

## Aprovechamiento
Su curso es muy valorado para la pesca deportiva pudiendo encontrarse truchas arco iris, percas y pejerreyes. También amplias áreas cercanas la margen del río se han utilizado para la forestación.

## Historia
En sus márgenes solían asentarse algunas comunidades Pehuenches al momento de la llegada de los españoles.